# Гриффин Дэвис, Роман
Ро́ман Гри́ффин Дэ́вис (англ. Roman Griffin Davis; род. 5 марта 2007 года, Лондон, Великобритания) — британский актёр, наиболее известный по роли Джоджо Бетцлера в фильме «Кролик Джоджо».

## Биография
Родился 5 марта 2007 года в Лондоне в семье кинооператора Бена Дэвиса и кинорежиссёра и сценариста Камилль Гриффин. У него есть два младших брата — близнецы Харди и Гилби. По отцовской линии имеет британские корни, а по материнской — ирландские и французские. Дед по отцовской линии — кинооператор Майк Дэвис.
Когда Роману исполнилось два года, его семья переехала в Восточный Суссекс, где проживает и по сей день.

## Карьера
С 9 лет начал посещать различные прослушивания. В 2018 году, в возрасте 11 лет, получил главную роль в трагикомедийном фильме режиссёра и сценариста Тайки Вайтити «Кролик Джоджо». Мировая премьера фильма состоялась на Международном кинофестивале в Торонто в сентябре 2019 года. В фильме также сыграли братья-близнецы Романа, исполнив эпизодические роли. За роль в картине актёр был номинирован на премию «Золотой глобус» и премию Гильдии киноактёров США, а также награждён премией «Выбор критиков» в номинации «Лучший молодой актёр».
В январе 2020 года было объявлено, что Роман сыграет в предстоящем комедийном фильме «Тихая ночь», снятом его матерью, Камилль Гриффин, по собственному сценарию. Премьера фильма состоялась на Международном кинофестивале в Торонто 16 сентября 2021 года.
В мае 2024 года Роман присоединился к актёрскому составу фильма-катастрофы Рика Романа Во «Гренландия: Миграция», сиквела фильма 2020 года «Гренландия».
В июле 2024 года стало известно, что Роман вошёл в актёрский состав фильма «Долгая прогулка», экранизации одноимённого романа Стивена Кинга, снятой режиссёром Фрэнсисом Лоуренсом. Премьера фильма намечена на 12 сентября 2025 года.

## Фильмография
| Год  |    | Русское название     | Оригинальное название | Роль                      |
| ---- | -- | -------------------- | --------------------- | ------------------------- |
| 2019 | ф  | Кролик Джоджо        | Jojo Rabbit           | Йоханнес «Джоджо» Бетцлер |
| 2021 | ф  | Тихая ночь           | Silent Night          | Арт                       |
| 2025 | мф | Царь царей           | The King of Kings     | Уолтер Дикенс             |
| 2025 | ф  | Долгая прогулка      | The Long Walk         | Кёрли                     |
|      | ф  | Гренландия: Миграция | Greenland: Migration  |                           |
|      | ф  |                      | 500 Miles             | Финн                      |

## Награды и номинации
Полный список наград и номинаций на IMDb.
| Год  | Награда                                | Категория                                            | Работа        | Результат |
| ---- | -------------------------------------- | ---------------------------------------------------- | ------------- | --------- |
| 2019 | Ассоциация кинокритиков Чикаго         | Наиболее многообещающий актёр                        | Кролик Джоджо | Номинация |
| 2020 | Кинопремия «Выбор критиков»            | Лучший молодой актёр                                 | Кролик Джоджо | Победа    |
| 2020 | Золотой глобус                         | Лучшая мужская роль в комедии или мюзикле            | Кролик Джоджо | Номинация |
| 2020 | Премия Лондонского кружка кинокритиков | Лучший британский актёр года                         | Кролик Джоджо | Номинация |
| 2020 | Премия Гильдии киноактёров США         | Лучший актёрский состав в игровом кино               | Кролик Джоджо | Номинация |
| 2020 | Премия «Молодой актёр»                 | Лучший молодой актёрский ансамбль                    | Кролик Джоджо | Победа    |
| 2021 | Премия «Сатурн»                        | Лучшая роль молодого актёра или актрисы в кинофильме | Кролик Джоджо | Номинация |